# South Branch Trout River
La South Branch Trout River est un affluent de la rivière Trout, coulant successivement à Belvidere et à Montgomery, dans comté de Lamoille et dans Franklin County, dans le nord du Vermont, aux États-Unis.
La vallée de la South Branch Trout River est desservie par South Main Street (VT 118) passant sur la rive est de la rivière.
La surface de la rivière South Branch Trout est généralement gelée de la mi-décembre à la mi-mars, à l'exception des zones de rapides; cependant, la circulation sécuritaire sur la glace a généralement lieu de la fin décembre au début mars.

## Cours
La South Branch Trout River prend sa source sur un lac non identifié (longueur: 0,35 km; altitude: NNNN m) dans comté de Lamoille. Ce lac est enfermé entre les montagnes.
De sa source, la South Branch Trout River descend sur 6,0 km, principalement en forêt et montagneux, et suit plus ou moins la route 118, avec une baisse de NNNN m, selon les segments suivants:
- 0,7 km vers le nord dans une vallée profonde du comté de Lamoille, entrant dans Franklin, jusqu'à un ruisseau non identifié (venant du sud-ouest);
- 1,8 km vers le nord dans une vallée profonde, en suivant plus ou moins la route route 118, en collectant deux ruisseaux d'est et trois d'ouest, jusqu'à Pacific Brook (à venir de l'est);
- 1,4 km vers le nord, formant un crochet à l'ouest et une boucle à l'est près de Hectorville, recueillant trois ruisseaux de l'est et trois de l'est, jusqu'au ruisseau Tamarack (venant du sud-ouest);
- 2,1 km vers le nord en formant une boucle vers l'est avant Hutchins Bridge Road, collectant trois ruisseaux d'est et un ruisseau d'est, jusqu'à l'embouchure[2].

L'embouchure de la rivière Trout se vide sur la rive sud-ouest de rivière Trout du côté sud de Montgomery Center. De là, le courant passe généralement vers le nord-ouest sur 9,1 km en suivant la rivière Trout; puis, vers l'ouest sur 66,3 km jusqu'à la rive est du lac Champlain.

## Toponymie
Le toponyme "South Branch Trout River" a été enregistré le 29 octobre 1980 au registre de l'USGS (US Geological Survey).